# El Refugio, General Zaragoza
El Refugio är en ort i Mexiko.   Den ligger i kommunen General Zaragoza och delstaten Nuevo León, i den centrala delen av landet, 500 km norr om huvudstaden Mexico City. El Refugio ligger 2 378 meter över havet och antalet invånare är 209.
Terrängen runt El Refugio är bergig åt nordost, men åt sydväst är den kuperad. Runt El Refugio är det mycket glesbefolkat, med 5 invånare per kvadratkilometer. Närmaste större samhälle är La Joya de Alardín, 16,9 km nordväst om El Refugio. I omgivningarna runt El Refugio växer huvudsakligen savannskog.